# أحمد عمر شاهين
أحمد عمر شاهين (1940-2001)، روائي ومترجم فلسطيني مواليد مدينة يافا. هجر مع عائلته إلى قطاع غزة بسبب الإحتلال الإسرائيلي عام 1948 وأستقر في مخيم خانيونس. تلقى تعليمه الإبتدائي والإعدادي بمدارس وكالة الغوث للاجئين، وفي عام 1958 التحق بكلية الهندسة في جامعة أسيوط ولكن لظروفه المالية الصعبة ترك الجامعة وعاد إلى غزة، وفي عام 1967 التحق بجامعة القاهرة ليحصل على بكالوريس اللغة الإنجليزية والتاريخ عام 1970. عمل مدرساً في مدرسة بحي السيدة زينب بمدينة مصر، لكنه استقال بعد مدة للتفرغ للكتابة والترجمة. عاش بالقاهرة حتى وفاته في سبتمبر عام 2001 بسبب نوبة إنخفاض حاد بالسكر.
بعد وفاته فتحت وصيته التي كتب فيها أنه يتبرع بكل مكتبته إلى مكتبة عامة في خان يونس، فقامت بلدية خان يونس في عام 2004 بإنشاء مكتبة عامة تابعة لها في مبنى كبير ضم مكتبته التي كانت تحتوي على أكثر من خمسة آلاف كتاب. وفي العام 2023 أعادت وزارة الثقافة الفلسطينية طباعة روايته" بيت للرجم بيت للصلاة" بالطبعة الثانية خلال ملتقى فلسطين للرواية.

## إبعاده
في زمن الرئيس الراحل أنور السادات تم إبعاده إلى العراق عام 1978 على إثر اغتيال يوسف السباعي، ولكنه لم ينسجم في الأوساط العراقية فقرر العودة إلى مصر ليعتصم مدة 17 يوماً في مطار القاهرة حتى سمحت له السلطات المصرية بالدخول إلى مصر بعد تدخلات من الكتاب والأدباء المصريين.

## عمله
عمل أحمد شاهين مدرساً للغة الإنجليزية في مصر ومترجم لعدة مؤسسات منها دائرة الثقافة التابعة لمنظمة التحرير الفلسطينية، وكان عضواً في الاتحاد العام للكتاب والصحفيين الفلسطينيين، وعضواً في الاتحاد العام للكتاب والأدباء الفلسطينيين بالقاهرة.

## إنتاجاته الأدبية
صدر له العديد من المقالات والقصص والروايات منها:
| نوع العمل الأدبي | العنوان                      | سنة الإصدار |
| ---------------- | ---------------------------- | ----------- |
| رواية            | ونزل القرية غريب             | 1977        |
| رواية            | وإن طال السفر                | 1977        |
| رواية            | زمن اللعنة                   | 1983        |
| رواية            | توأم الخوف                   | 1983        |
| رواية            | الإختناق                     | 1985        |
| رواية            | بيت للرجم بيت للصلاة         | 1989        |
| عمل مترجم        | أطفال الحصار لبولين كتنج     | 1989        |
| رواية            | الأخرون                      | 1989        |
| قصة              | إيماءات                      | 1990        |
| رواية            | المندل                       | 1991        |
| قصة              | حالات                        | 1992        |
| موسوغة           | كتاب فلسطين في القرن العشرين | 1992        |
| رواية            | رجل في الظل                  | 1997        |
| رواية            | حمدان طليقاً                  | 1998        |